# Rogatoria
La rogatoria, in diritto, è un istituto del processo, civile e penale.
È la richiesta avanzata da una autorità giudiziaria quando, nel corso di un processo pendente, debbano eseguirsi atti processuali in un luogo che si trovi in altra circoscrizione o all'estero, e dunque fuori della sua competenza territoriale o della sua giurisdizione, affinché vengano compiuti dalla competente autorità nazionale (rogatoria interna) o straniera (rogatoria internazionale).